# Mohsen Fajrizadeh
Mohsen Fajrizadeh-Mahabadi (en persa: محسن فخریزاده‎;Qom; 21 de marzo de 1961-Absard; 27 de noviembre de 2020) fue un oficial iraní de la Guardia Revolucionaria y profesor de física en la Universidad Imam Hussein de Teherán. Según el Consejo de Seguridad de la ONU, Fakhrizadeh era un científico de alto rango adscrito al Ministerio de Defensa y Logística de las Fuerzas Armadas y exdirector del Centro de Investigación Física (PHRC). Fue asesinado el 27 de noviembre de 2020.

## Biografía
Mohsen Fajrizadeh-Mahabadi, nació en Qom, asistió a la Universidad Shahid Beheshti y recibió un doctorado por la Universidad de Isfahán; fue profesor en la Universidad Iman Hussein; y lìder del programa nuclear de Irán.

## Trayectoria
Fajrizadeh había sido objeto de investigación por parte de Estados Unidos, acusado de ser el responsable último del programa nuclear iraní. Por ese motivo fue incluido en la lista del Consejo de Seguridad de las Naciones Unidas por la que se congelaban sus activos y era preceptiva la notificación de sus viajes. El Consejo exigió que el Organismo Internacional de Energía Atómica (OIEA) elaborara un informe y entrevistara a Fakhrizadeh, pero Irán se negó a ponerlo a su disposición.
Respecto al trabajo de Fakhrizadeh, Irán filtró alguna información sobre la que la OIEA dijo que "no era incompatible con sus propias conclusiones", aunque el organismo internacional continuó intentando corroborar sus sospechas.

## Muerte
El 27 de noviembre de 2020, Fakhrizadeh fue herido de gravedad cerca de la ciudad de Absard, una localidad próxima a Teherán. Hubo noticias de una explosión. Fue trasladado a un hospital donde murió debido a sus heridas. Cuatro hombres armados estuvieron involucrados en el ataque, tres de los cuales fueron asesinados por los guardaespaldas de Fakhrizadeh.

### Impacto en la política de Irán
Hossein Dehghan, el exministro de defensa de Irán, que ha sido sancionado por el Tesoro de Estados Unidos desde noviembre de 2019, advirtió contra cualquier escalada militar estadounidense en las últimas semanas en el cargo de Trump. En una entrevista con The Associated Press, advirtió que cualquier ataque estadounidense contra Irán podría desencadenar una "guerra en toda regla" en la región.
Alí Jamenei, el líder supremo de Irán, afirmó que el seguimiento y el castigo definitivo para los perpetradores y comandantes del terror deben estar en la agenda.[cita requerida] En respuesta al asesinato de Fakhrizadeh, el Consejo Supremo de Seguridad Nacional de Irán convocó una reunión de emergencia. Ali Akbar Velayati, asesor de asuntos internacionales del líder supremo de Irán, el ayatolá Ali Khamenei, declaró que "la nación iraní vengará la sangre de este gran mártir de los elementos terroristas y sus partidarios". Según Hossein Salami, el comandante en jefe de Cuerpo de la Guardia Revolucionaria Islámica (IRGC): la severa venganza y el castigo para los perpetradores del asesinato de Mohsen-Fakhri estaba en la agenda; y serán castigados.

### Impacto en la política de EE. UU.

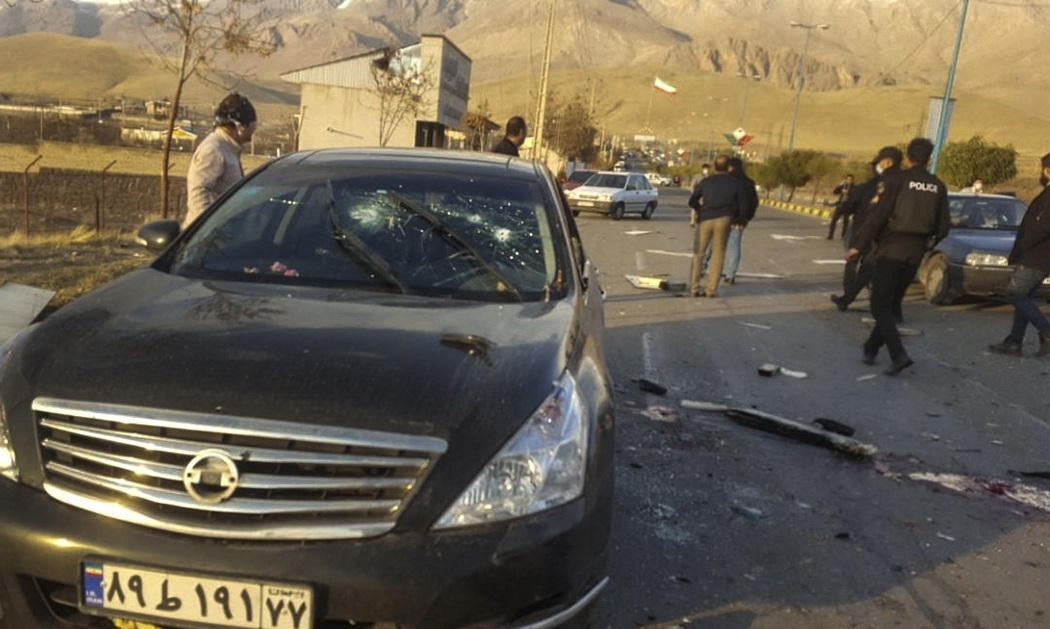
Escena del crimen.

Los comentaristas creen que el asesinato puede aumentar las tensiones en la región y puede complicar la relación del presidente entrante estadounidense Joe Biden con Irán. Robert Malley, quien asesoró al anterior presidente estadounidense Barack Obama sobre Irán, afirmó que el ataque se programó deliberadamente para dificultar los intentos de Biden de negociar con Irán. Biden se había comprometido a unirse al acuerdo nuclear iraní. En la primera reacción europea al asesinato, Carl Bildt, copresidente del Consejo Europeo de Relaciones Exteriores, declaró que "no es improbable que este asesinato selectivo fuera parte de los esfuerzos para evitar que la administración Biden reviva la diplomacia con Irán y regrese al acuerdo nuclear ". 
El exjefe de inteligencia de la Fuerza de Defensa de Israel, Amos Yadlin, afirmó que "Con el margen de tiempo que le queda a Trump, tal movimiento podría llevar a Irán a una respuesta violenta, lo que proporcionaría un pretexto para un ataque liderado por Estados Unidos contra instalaciones nucleares iraníes".
El asesinato se ha comparado con el de Qasem Soleimani.

### Científicos iraníes asesinados
Desde 2010 a 2012, 4 científicos nucleares iraníes han sido asesinados en extrañas circunstancias. Todas estas muertes, siempre según Irán, fueron a cargo de Israel, según las fuentes "temerosa de que Irán pueda desarrollar una arma nuclear", por lo que Israel dejaría de ser el único país que la posee. El Gobierno israelí siempre lo ha negado.